# Ektonukleotidaza
Ektonukleotidaze su familija enzima koji učestvuju u metabolizmu nukleotida. One su prisutne na ćelijskoj membrani i imaju ka spoljašnjosti orijentisano aktivno mesto. Ovi enzimi pretvaraju nukleotide u nukleozide. Doprinos ektonukleotidaza modulaciji purinergične signalizacije zavisi od dostupnosti i supstrantnih preferencija, kao i distribucije u čelijama i tkivu.

## Klasifikacija
Potfamilije ektonukleotidaza su: CD39/NTPDaze (ektonukleotid trifosfat difosfohidrolaze), nukleotid pirofosfataza/fosfodiesterazani (NPP)-tip ekto-fosfodiesteraza, alkalne fosfataze i ekto-5’-nukleotidaze/CD73.

## Funkcija
Ektonukleotidaze proizvode ključne molekule za ponovnu upotrebu purina i konsekventno obnavljanje ATP zaliha kod mnogobrojnih tipova ćelija. Defosforilisani nukleozidni derivati formiraju interakcije sa membranskim transporterima radi omogućavanja intracelularnog preuzimanja. Ektonukleotidaze moduliraju P2 purinergičku signalizaciju. Osim toga, ektonukleotidaze generišu ektracelularni adenozin, koji poništava nukleotidno posredovane efekte i aktivira adenozinske receptore, često sa suportnim (pato-) fiziološkim dejstvom.